# 吳鴻源
吳鴻源，字春坡，為中國清朝武官官員，本籍福建省同安縣。 行伍出身。

## 生平
同治元年（1862年）十二月，吳鴻源以署福建水師提督身份率軍來臺，參與平定戴潮春事件戰事，並解除嘉義縣城圍城之危，但平亂過程中與臺灣道道員洪毓琛不合，翌年六月被迫撤職、卸下兵符，原職由曾元福接任。
吳鴻源於1869年（同治8年）奉旨接替蕭瑞芳，於台灣地區擔任台灣水師協副將。而隸屬台灣鎮之下的此官職是台灣清治時期中的這階段，全台灣的海防軍事層級最高武將，其統帥三標水營，數千名水師兵勇。是年，升任浙江處州總兵。